# Nivi Heilmann Efraimsen
Nivi Heilmann Efraimsen (geb. Heilmann; * 16. Dezember 1979 in Sisimiut) ist eine grönländische Politikerin (Inuit Ataqatigiit), Handballspielerin und Lehrerin.

## Leben und Karriere
Nivi Heilmann ist die Tochter von Peter Heilmann und Kirstine Berthelsen. Mit ihrem Ehemann Tsatso Efraimsen hat sie einen Sohn und eine Tochter. Sie besuchte das Niuernermik Ilinniarfik, die sie 2000 als Handelsassistentin verließ. Anschließend arbeitete sie ein Jahr lang als Frachtassistentin bei der Royal Arctic Line und dann ein Jahr als Buchhalterin bei Pilersuisoq. Von 2002 bis 2003 war sie Hilfslehrerin an der Atuarfik Kilaaseeraq in Maniitsoq, woraufhin sie einen Karrierewechsel beschloss und sich bis 2007 am Ilinniarfissuaq zur Lehrerin ausbilden ließ. Seither arbeitet sie als solche und war zeitweise Schulleiterin an der Minngortuunnguup Atuarfia in ihrem Heimatort Sisimiut.
Nivi Heilmann stand bei der Handball-Weltmeisterschaft 2001 im Kader der grönländischen Nationalmannschaft, die sich zum ersten und bislang einzigen Mal in der Geschichte für dieses Turnier qualifizieren konnte und dabei unter 24 teilnehmenden Mannschaften den letzten Platz belegte. Sie debütierte am 4. Dezember 2001 bei der 13:35-Niederlage gegen Jugoslawien für die Nationalmannschaft und bestritt insgesamt vier Länderspiele, in denen sie einen Treffer erzielte. Auf Vereinsebene spielte sie für SAK Sisimiut; dem Club blieb sie auch nach ihrem Karriereende als Jugendtrainerin erhalten.
Nivi Heilmann nahm als Skilangläuferin am Arctic Circle Race 2018 auf der 100-Kilometer-Distanz teil und belegte dabei den vierten Platz unter 28 gestarteten Frauen.
Sie kandidierte bei der Kommunalwahl 2021 für die Inuit Ataqatigiit in der Qeqqata Kommunia und wurde mit 128 Stimmen in den Kommunalrat gewählt. 2024 wurde sie zur organisatorischen Vizevorsitzenden ihrer Partei gewählt. Bei der Parlamentswahl 2025 erreichte sie den zweiten Nachrückerplatz der Inuit Ataqatigiit und gelangte von dort aus ins Inatsisartut. Zudem verteidigte sie im Monat darauf ihren Sitz im Kommunalrat.